# Glossaire des météorites
Cet article concerne la science des météorites. Pour les météorites elles-mêmes, voir Liste de météorites. Pour leur classification, voir Classification des météorites.
Les mots ou expressions écrits en italique dans les descriptifs ci-dessous sont eux-mêmes répertoriés dans le glossaire.
- Haut – A
- B
- C
- D
- E
- F
- G
- H
- I
- J
- K
- L
- M
- N
- O
- P
- Q
- R
- S
- T
- U
- V
- W
- X
- Y
- Z

## A
- Ablation : processus par lequel un météoroïde perd une partie de sa masse par fusion puis vaporisation, en raison du frottement atmosphérique, pendant sa chute sur Terre.
- Acapulcoïte : achondrite primitive de composition intermédiaire entre les chondrites de types E et H. Les acapulcoïtes gardent des traces de textures chondritiques, notamment des fantômes de chondres.
- Accrétion : processus par lequel la matière du disque protoplanétaire se rassemble pour former des planétésimaux, puis ceux-ci pour former des planètes.
- Achondrite : météorite différenciée, principalement formée de silicates et dépourvue de chondres. Les achondrites représentent 8,8 % de toutes les chutes. Attention ! cette définition est la plus commune, mais il faut noter que la classification de Weisberg et coll.[1] exclut les achondrites primitives des achondrites et range au contraire parmi elles une partie des météorites de fer et des météorites mixtes. En fonction de leur texture et de leur composition minéralogique et chimique (teneur en Ca notamment), on distingue les achondrites primitives (acapulcoïtes, lodranites et winonaïtes) et l’on classe les autres en angrites, aubrites, chassignites, diogénites, eucrites, howardites, nakhlites, shergottites et uréilites. Certains critères (dont les isotopes de l'oxygène) permettent de rassembler les achondrites provenant d’un même corps parent : SNC (shergottites, nakhlites et chassignites) de Mars et HED (howardites, eucrites et diogénites) de Vesta ; on fait aussi une place à part aux météorites lunaires.
- Achondrite astéroïdale : achondrite provenant certainement d'un astéroïde pleinement différencié. Les achondrites astéroïdales se répartissent en trois groupes : les achondrites HED, les angrites et les aubrites.
- Achondrite à enstatite : voir aubrite.
- Achondrite basaltique : achondrite composée des mêmes minéraux que les basaltes terrestres, et de composition voisine. Le groupe des achondrites basaltiques rassemble essentiellement les achondrites HED, mais on leur adjoint parfois les angrites.
- Achondrite HED : howardite, eucrite ou diogénite (le sigle HED rassemble les initiales de ces trois sous-groupes). Divers arguments permettent de penser que les achondrites HED proviennent de l’astéroïde Vesta.
- Achondrite primitive : achondrite n'ayant que partiellement subi une fusion-différenciation (au sens de la pétrologie), et donc incomplètement différenciée. Les achondrites primitives ont essentiellement des textures d'achondrites mais gardent des vestiges de la composition et des textures des chondrites. On les subdivise en acapulcoïtes, lodranites et winonaïtes. Si cette définition est la plus commune, il faut noter que la classification de Weisberg[1] range les achondrites primitives dans une classe séparée des achondrites, et y inclut aussi une partie des météorites de fer et des météorites mixtes.
- Achondrite SNC : shergottite, nakhlite ou chassignite (le sigle SNC rassemble les initiales de ces trois sous-groupes). On pense que les achondrites SNC proviennent de la planète Mars.
- Aérolithe (ou aérolite) : synonyme désuet de Météorite, voire plus précisément de Météorite pierreuse.
- Âge : durée écoulée depuis un certain événement (qu’il est conseillé de préciser).
  - Âge d'exposition (d’une météorite) : durée de son séjour dans l’espace. Entre le choc qui l’extrait d’un corps parent et sa chute sur Terre, un météoroïde est exposé aux rayons cosmiques, qui interagissent avec ses matériaux en produisant toute une série de nucléides dits cosmogéniques (réactions nucléaires de spallation). L’analyse de certains de ces nucléides permet de calculer la durée de l’exposition.
  - Âge de formation (d’une météorite, d’une inclusion, voire d’un minéral) : durée écoulée depuis la formation (agrégation de constituants, cristallisation, etc.) de l’objet considéré. On obtient cet âge par diverses méthodes de datation radiométrique.
  - Âge terrestre (d’une météorite) : durée écoulée depuis sa chute sur Terre. S’il n’est pas trop petit cet âge peut être mesuré par des méthodes isotopiques (temps écoulé depuis la cessation de l’exposition au rayonnement cosmique).
- ALH : sigle servant à dénommer les météorites collectées dans les Allan Hills. Exemple : ALH 84001, une météorite martienne.
- Allan Hills : groupe de collines antarctiques où de nombreuses météorites se sont trouvées rassemblées par les écoulements de glace.
- Altération : ensemble des transformations minéralogiques d'une roche lorsqu'elle est exposée aux effets de l'eau. On sait en général distinguer l’altération terrestre d’une météorite (subie après sa chute sur Terre), acquise à basse température en milieu oxydant, de l’altération subie dans le corps parent, acquise en milieu réducteur à température basse ou modérée.
- Amphotérite : synonyme désuet de Chondrite de type LL.
- Angrite : achondrite composée principalement de fassaïte, un pyroxène calcique.
- Anormale : se dit d’une météorite dont certaines caractéristiques diffèrent sensiblement de celles des autres météorites de son groupe.
- ANSMET : ANtarctic Search for METeorites (« Recherche de météorites dans l’Antarctique »), un programme de collecte de météorites à proximité immédiate des monts Transantarctiques.
- Appairage : quand deux pierres (ou plus) météoritiques sont trouvées dans des géographies proches mais pas strictement côte à côte, parfois même lors de campagnes de collecte différentes, et que leurs caractéristiques texturales, minéralogiques et géochimiques tendent à favoriser l'hypothèse qu'elles pourraient être des fragments d'un même objet astéroïdal entré dans l'atmosphère terrestre et qui lors de ce choc se serait fragmenté, l'incertitude se traduit par des dénominations officielles différentes, mais le faisceau des arguments de mesure permet de les appairer.
- Astéroïde : synonyme de petit corps du Système solaire non cométaire ; c'est donc un objet céleste orbitant autour du Soleil et de taille inférieure à celle d’une planète naine, donc aussi à celle d'une planète, et qui n’est pas une comète. Si la taille de l’objet est inférieure à 1-10 m, on peut le qualifier de météoroïde. La majeure partie des météorites ont pour corps parent un astéroïde. L'apparente restriction au Système solaire vient de nos capacités d'observation ; l'origine extra-solaire de tels objets est d'ailleurs possible (orbites hyperboliques). L'observation d'astéroïdes interprétés comme noyaux résiduels d'anciennes comètes, ainsi que de météorites singulières, plaident pour un continuum de type entre astéroïdes et comètes, ces cas-limite restant toutefois rares. Nombre de lunes de planètes sont supposées avoir été des astéroïdes gravitationnellement capturés.
- Astéroïde différencié : voir Différenciation.
- Ataxite : météorite de fer caractérisée par l’absence de structures visibles après traitement à l’acide. Les ataxites sont principalement composées de taénite et leur teneur en Ni dépasse 16 % pds.
- Aubrite ou achondrite à enstatite : achondrite constituée principalement d’enstatite, un orthopyroxène magnésien. Fortement réduites comme les chondrites à enstatite, les aubrites contiennent en revanche très peu de fer métallique.

- Haut – A
- B
- C
- D
- E
- F
- G
- H
- I
- J
- K
- L
- M
- N
- O
- P
- Q
- R
- S
- T
- U
- V
- W
- X
- Y
- Z

## B
- Bandes de Neumann : voir lignes de Neumann.
- Bolide : très petit corps du Système solaire dans la gamme de taille entre les poussières interplanétaires, typiquement Ø < 30 µm, et les petits astéroïdes au sens strict, d'un diamètre typiquement supérieur à 3 m. Quoi que synonyme de météoroïde, le terme de bolide est le plus souvent utilisé dans le contexte de la rentrée atmosphérique, pour désigner l'objet (le phénomène lumineux s'appelant un météore), alors que celui de météoroïde permet de désigner l'objet entre son éjection depuis son corps parent, et sa rentrée atmosphérique.
- Brachinite : achondrite primitive composée presque entièrement d'olivine équigranulaire.
- Brèche : roche constituée en majeure partie de l’agglomération de fragments anguleux.
- Brèche d'impact : roche composée de fragments d’origine terrestre, extraterrestre ou mixte agglomérés à la suite de l’impact d’une météorite.
- Brèche météoritique, ou météorite bréchifiée : météorite qui est aussi une brèche.

- Haut – A
- B
- C
- D
- E
- F
- G
- H
- I
- J
- K
- L
- M
- N
- O
- P
- Q
- R
- S
- T
- U
- V
- W
- X
- Y
- Z

## C
- CAI : abréviation de calcium-aluminium-rich inclusion (« inclusion riche en calcium et aluminium »). Les CAI sont des inclusions réfractaires composées de petits cristaux riches en Ca, Al et Ti, que l’on trouve surtout dans les chondrites carbonées (notamment les CV3 et les CM2). On pense que les CAI sont les premiers solides à s’être condensés dans la nébuleuse solaire.
- Cérès : le plus gros objet de la ceinture d'astéroïdes, putativement considéré comme le (ou l’un des) corps parent(s) des chondrites de type CM[réf. nécessaire].
- Champ de dispersion, ellipse de chute : zone dans laquelle se sont trouvés dispersés les différents fragments d’une même météorite.
- Chasseur de météorites : toute personne, amateur ou professionnel, qui recherche activement des météorites. Peuvent être appelés professionnels des personnes qui passent un temps important dans ces recherches, et en tirent profit ; ils sont regroupés (sur une base volontaire) au sein d'une association, l'I.M.C.A..
- Chassignite : achondrite constituée principalement d’olivine, et semblable aux dunites terrestres. On pense que les chassignites proviennent de la planète Mars.
- Chondre : grain arrondi, d’origine ignée et de taille millimétrique, que l’on trouve dans la plupart des chondrites (à l’exception notable des chondrites carbonées de type CI).
- Chondrite : météorite pierreuse n’ayant pas subi de fusion. Mis à part les éléments H, He et Li, les chondrites ont une composition voisine de celle du Soleil (plus ou moins proche selon le type de chondrite). Ce sont les météorites les plus fréquentes (86,2 % des chutes). En fonction de leur composition minéralogique, chimique et isotopique on divise les chondrites en chondrites ordinaires, chondrites carbonées, chondrites à enstatite, kakangarites et rumurutites.
- Chondrite à enstatite[2], ou chondrite de type E : chondrite dont la partie silicatée est très pauvre en fer. Fortement réduites, les chondrites à enstatite sont essentiellement composées d’enstatite (un orthopyroxène magnésien) et de métal Fe-Ni. Elles représentent 1,6 % de toutes les chutes (1,9 % des chondrites).
- Chondrite carbonée, chondrite de type C, ou simplement chondrite C : chondrite de composition très proche de celle du Soleil (sauf pour H, He et Li). Les chondrites carbonées sont les météorites les plus primitives. Riches en eau et fortement oxydées, elles comprennent plusieurs % pds de carbone (y compris sous forme de molécules organiques). Elles représentent 4,4 % de toutes les chutes (5,1 % des chondrites). On les subdivise en : chondrites CH, CB, CI, CK, CM, CO, CR et CV, dont la deuxième lettre signifie, respectivement, High metal (jusqu'à 40 % de métal), et pour les suivantes, les météorites, types : Bencubbin, Ivuna, Karoonda (en), Mighei, Ornans, Renazzo et Vigarano). Un dernier ensemble, noté "Cung", rassemble quelques rares chondrites carbonées ne ressemblant pas aux précédentes, et dites de ce fait, non groupées (ex: Tagish Lake).
- Chondrite de type H, ou simplement chondrite H : chondrite ordinaire riche en fer total : 25-31 % pds (la lettre H est le mnémonique de high iron content (« forte teneur en fer »)). Les chondrites H sont presque aussi nombreuses que les chondrites L : 33,8 % de toutes les chutes (39,2 % des chondrites, 42,3 % des chondrites ordinaires).
- Chondrite de type K, ou simplement chondrite K : voir Kakangarite.
- Chondrite de type L, ou simplement chondrite L : chondrite ordinaire pauvre en fer total : 20-23 % pds (la lettre L est le mnémonique de low iron content (« faible teneur en fer »)). Les chondrites de type L sont aussi modérément pauvres en fer réduit : 4-10 % pds (contre 17-23 pour les chondrites de type H). Elles constituent le groupe de météorites le plus fourni : 37,5 % de toutes les chutes (43,4 % des chondrites, 46,8 % des chondrites ordinaires).
- Chondrite de type LL, ou simplement chondrite LL : chondrite ordinaire pauvre en fer total et en fer réduit : 19-22 et 0,3-3 % pds (le sigle LL est le mnémonique de low total iron and low metal contents (« faibles teneurs en fer total et en métal »)). Les chondrites LL constituent 8,6 % de toutes les chutes (10 % des chondrites, 11 % des chondrites ordinaires).
- Chondrite de type R, ou simplement chondrite R : voir Rumurutite.
- Chondrite ordinaire (on dit parfois chondrite O) : chondrite dans laquelle les grains de fer-nickel et les chondres sont répartis uniformément dans la matrice, et ont en moyenne une composition voisine de celle de la matrice. Comme leur nom l’indique les chondrites ordinaires sont les chondrites les plus fréquentes (93 %), elles représentent 80 % de toutes les chutes de météorites. On les divise en chondrites de type H, chondrites de type L et chondrites de type LL selon leur teneur en fer total et en fer réduit. On pense que les chondrites H, L et LL proviennent de trois corps parents distincts.
- Chute : météorite que l’on a vu tomber et que l’on a retrouvée peu après. Les autres météorites sont des trouvailles.
- Classe : subdivision d’une classification. Les météorites d’une même classe partagent un certain nombre de caractéristiques jugées importantes pour comprendre leur origine. Une classe est souvent subdivisée elle-même en groupes.
- Classe structurale : regroupement de météorites de fer ayant la même structure, en termes de nature, forme et taille des cristaux de Fe-Ni. On divise ainsi les météorites de fer en hexaédrites, octaédrites et ataxites, et l’on subdivise aussi les octaédrites en sous-classes structurales selon la largeur des lamelles de kamacite.
- Classification des astéroïdes : les astéroïdes sont classés selon leur type spectral. Il règne malheureusement une certaine confusion dans la définition précise de ces types, et les lettres utilisées pour les dénommer ne se correspondent pas exactement d’une classification à l’autre.
- Classification de Chapman (en), Morrison (en) et Zellner (1975)[3] : astéroïdes de types C (sombres et montrant souvent les raies de minéraux hydratés, 75 % des astéroïdes étudiés), S (montrant les raies d’un mélange de silicates, 17 %) et U (les autres, 8 %).
- Classification de Tholen (1984)[4] : 14 types, dont 7 réunis en deux groupes. Ce sont le groupe C (types B, F, G et C), le type S, le groupe X (types M, E et P) et les types de moindre importance numérique (A, D, T, Q, R et V). Les astéroïdes de types C, S et M pourraient être des corps parents des chondrites carbonées, chondrites ordinaires et météorites de fer (avec quelques associations plus précises entre certains sous-groupes d’astéroïdes et de météorites).
- Classification SMASS (Bus et Binzel, 2002[5]) : 26 types, dont 21 réunis en trois groupes. Ce sont le groupe C (types B, Cb, C, Cg, Cgh et Ch), le groupe S (types S, A, Q, R, K, L, Sa, Sq, Sr, Sk et Sl), le groupe X (types X, Xe , Xc et Xk) et les types non regroupés (T, D, Ld, O et V).
- Classification des météorites : plusieurs schémas de classification sont utilisés concurremment, mais qui diffèrent surtout par leur organisation générale (les grandes classes). Quand on rentre dans le détail on retrouve essentiellement les mêmes subdivisions (celles des chondrites ou des météorites de fer, p. ex.).
- Classification de Rose-Tschermak-Brezina : météorites pierreuses, météorites de fer et météorites mixtes. Énoncée par Gustav Rose en 1862[6] puis détaillée par Gustav Tschermak en 1872[7] et Aristides Brezina (en) en 1904[8], cette classification traditionnelle est encore employée. Bâtie d’un point de vue naturaliste, elle n’est pas très pertinente au plan génétique parce qu’elle rassemble comme météorites pierreuses les chondrites et les achondrites qui ont subi des processus très différents, ni même très cohérente car elle exclut des météorites mixtes des chondrites comportant près de 50 % de fer et des météorites de fer très riches en inclusions silicatées.
- Classification usuelle : météorites non différenciées d’un côté (les chondrites), et météorites différenciées de l’autre (les non-chondrites : achondrites, météorites de fer et météorites mixtes).
- Classification de Rubin (en) (1997)[9] : chondrites, achondrites primitives et météorites différenciées (autres achondrites, météorites de fer et météorites mixtes).
- Classification de Krot et coll. (2003)[10] : chondrites et non-chondrites (primitives ou différenciées). Sous le vocable de "non-chondrites différenciées", Krot et coll. rangent les achondrites (non primitives), les météorites mixtes et les météorites de fer.
- Classification de Weisberg et coll. (2006)[1] : chondrites , achondrites primitives et achondrites. Dans ce schéma les météorites de fer et les météorites mixtes sont rangées parmi les achondrites primitives ou les achondrites selon leur degré de différenciation.
- Cohénite : carbure (Fe,Ni,Co)3C. Ce minéral est communément trouvé, comme la schreibersite, en bordure du fer-nickel des météorites.
- Condensation : processus par lequel des constituants de la nébuleuse solaire ont formé des composés solides au fur et à mesure de son refroidissement. On appelle ‘séquence de condensation’ la liste de ces composés (par ordre de température décroissante).
- Corps parent (d’une météorite) : astéroïde, comète, planète ou satellite dont provient la météorite (ce qui reste du fragment astéroïdal arrivé au contact de l'atmosphère et qui ne se sera pas volatilisé lors de la traversée atmosphérique). Les études minéralogiques, chimiques et surtout isotopiques réalisées sur ces météorites, montrent que le nombre de corps parents est très inférieur au nombre de météorites détenues dans nos collections : certains corps parents, notamment la Lune, Mars et Vesta, semblent avoir ainsi fourni un échantillonnage varié de leur constitution. Mais il se peut aussi que des groupes d'astéroïdes soient apparentés, fournissant par les météorites une image de leur variété propre, de leur hétérogénéité.
- Croûte de fusion : couche vitreuse, généralement noire ou brune, souvent d'aspect vernissé, et comme déposée (« peinte ») à la surface d’une météorite. Cette croûte a pour origine la fusion subie en surface par la météorite du fait du frottement de l’air pendant sa traversée de l’atmosphère terrestre. Cette fusion est induite par le plasma atmosphérique issu de ce frottement, qui rayonnant à plus de 6 000 à 8 000 °C fond la surface du bolide. Le processus est extrêmement érosif de l'objet : sous l'effet de la trainée aérodynamique, le liquide silicaté sitôt produit est immédiatement ablaté, et quitte le bolide. La croûte de fusion correspond aux derniers instants de fusion avant que le plasma ne soit plus entretenu, du fait de la réduction de vitesse de pénétration du bolide arrivant dans les couches atmosphériques plus denses. L'épaisseur de la croûte de fusion est généralement de quelques dixièmes de millimètre.

- Haut – A
- B
- C
- D
- E
- F
- G
- H
- I
- J
- K
- L
- M
- N
- O
- P
- Q
- R
- S
- T
- U
- V
- W
- X
- Y
- Z

## D
- DAG (ou DaG), Dar al Gani : sigle et dénomination intégrale utilisés pour les météorites collectées sur le plateau calcaire du désert libyen Dar al Gani (en), où il a été collecté près d’un millier de météorites de tous types. Exemple : DaG 400, une météorite lunaire.
- Degré de choc (en) : caractérisation de l’intensité des chocs subis par une météorite. Les degrés de chocs sont notés de S1 (aucune trace de choc) à S6 (recristallisation des olivines, formation de ringwoodite, vitrification des plagioclases).
- Différenciation : processus par lequel le matériau initial d’un corps céleste, notamment du corps parent d’un groupe de météorites, s’est fractionné et séparé en des sous-ensembles minéralogiquement et chimiquement différents[11], à la suite d’une fusion partielle ou totale. Un astéroïde, une lune, différenciés, sont ainsi constitués, comme pour une planète tellurique, d’un noyau, d’un manteau et d’une croûte. Une météorite différenciée est ainsi un échantillon plus ou moins représentatif de l’une de ces unités de son corps parent, astéroïde ou lune différenciés, ou planète tellurique, elle toujours différenciée.
- Diogénite : achondrite constituée essentiellement d’un cumulat de cristaux d’orthopyroxène magnésien. Apparentées aux howardites et aux eucrites, les diogénites proviennent sans doute de l’astéroïde Vesta.

- Haut – A
- B
- C
- D
- E
- F
- G
- H
- I
- J
- K
- L
- M
- N
- O
- P
- Q
- R
- S
- T
- U
- V
- W
- X
- Y
- Z

## E
- Ellipse de chute : voir Champ de dispersion.
- Éros : l’un des objets de la ceinture d'astéroïdes, peut-être le (ou l’un des) corps parent(s) des chondrites de type L[réf. nécessaire].
- Eucrite : achondrite de composition et de texture très semblables à celles des basaltes terrestres. Achondrites les plus courantes, les eucrites proviennent sans doute de coulées de lave à la surface de l’astéroïde Vesta.

- Haut – A
- B
- C
- D
- E
- F
- G
- H
- I
- J
- K
- L
- M
- N
- O
- P
- Q
- R
- S
- T
- U
- V
- W
- X
- Y
- Z

## F
- Fer, fer IAB, etc. : raccourcis pour météorite de fer, météorite de fer de type IAB, etc.
- Fer oxydé, fer réduit, fer total : le fer oxydé est le fer présent dans les silicates d’une météorite, le fer réduit est le fer du métal plus le fer des sulfures. Le fer total est la somme du fer oxydé et du fer réduit. Ces notions sont surtout pertinentes pour les chondrites.
- Fer-nickel, souvent abrégé en Fe-Ni : alliage métallique principalement constitué de fer et de nickel. Le fer-nickel des météorites comporte de 4,5 à 20 % pds de Ni, et parfois du soufre (S) sous forme de sulfures de Fe, Ni, Pb, etc.
- Figures ou structures, de Widmanstätten : dans une météorite de fer, bandes entrecroisées de kamacite et de taénite. Sur une section plane issue de la coupe d'une telle météorite, elles n'apparaissent qu'après un traitement d'attaque chimique à l’acide, différentiel entre les deux phases, celles-ci n'ayant pas selon l'acide la même cinétique de réaction. Les figures de Widmanstätten sont particulièrement fréquentes dans les octaédrites et les pallasites.
- Fragmentation :
  - pour un astéroïde : séparation en plusieurs morceaux à la suite d’un choc (p. ex. avec un autre astéroïde) ; les fragments peuvent être de nouveaux astéroïdes plus petits et/ou des morceaux de taille bien inférieure (qui rencontreront éventuellement la Terre et y constitueront des météorites).
  - pour une météorite : séparation en morceaux distincts sous l’effet du frottement de l’air, pendant la traversée de l’atmosphère terrestre. Il arrive assez souvent que des météorites trouvées indépendamment se révèlent après un ensemble d'analyses, être des fragments d’une même météorite initiale, ou plutôt, d’un même météoroïde. Ces pierres, et leurs dénominations, sont alors appairées.

- Haut – A
- B
- C
- D
- E
- F
- G
- H
- I
- J
- K
- L
- M
- N
- O
- P
- Q
- R
- S
- T
- U
- V
- W
- X
- Y
- Z

## G
- Grain présolaire : grain solide de taille nanométrique à micrométrique, dont l’analyse isotopique montre qu’il s’est formé avant même le soleil. Présents dans le milieu interstellaire, ces grains qu’on retrouve dans certaines chondrites se sont formés dans le sillage de la fin des étoiles géantes et supergéantes. Ils sont constitués de carbone (diamant ou graphite), carbures (moissanite SiC, haxonite (en) NiC), nitrures (nierite Si3N4), oxydes (corindon Al2O3, rutile TiO2), aluminates (spinelle MgAl2O4, hibonite (en) Ca2Al12O19) et/ou silicates (olivine, pyroxènes).
- Groupe (de météorites) : les météorites d’un même groupe possèdent des caractéristiques minéralogiques, chimiques et isotopiques similaires, ce qui implique des conditions de formation voisines (voire la provenance d’un même corps parent).
- Groupe principal (des pallasites) : la grande majorité des pallasites ont en commun une olivine très magnésienne (11-19 % mol), une corrélation entre les teneurs en Ni et en éléments-trace analogue à celle des fers IIIAB, et des compositions isotopiques de l’oxygène cohérentes entre elles.

- Haut – A
- B
- C
- D
- E
- F
- G
- H
- I
- J
- K
- L
- M
- N
- O
- P
- Q
- R
- S
- T
- U
- V
- W
- X
- Y
- Z

## H
- HED : voir Achondrite HED.
- Hexaédrite : météorite de fer pauvre en Ni (4,5-6,5 % pds, le plus souvent 5,3-5,8 % pds), et donc essentiellement constituée de kamacite. Les hexaédrites ne présentent pas de figures de Widmanstätten, mais par contre souvent des lignes de Neumann.
- Hibonite (en) : aluminate de calcium Ca2Al12O19. Ce minéral réfractaire est l’un des principaux constituants des CAI ainsi que des grains présolaires.
- Howardite : brèche formée de fragments de diogénites et d’eucrites. Comme ces deux autres types d’achondrites les howardites proviennent sans doute de l’astéroïde Vesta.

- Haut – A
- B
- C
- D
- E
- F
- G
- H
- I
- J
- K
- L
- M
- N
- O
- P
- Q
- R
- S
- T
- U
- V
- W
- X
- Y
- Z

## I
- Impactite : roche formée ou transformée par l’impact d’une météorite.
- Inclusion : petite quantité d’une phase, verre ou minéral, ou d’un assemblage de phases (minéraux), entourée de toutes parts par une phase continue, minéral ou métal, ou un assemblage d’apparence continue (matrice). En particulier, dans les météorites, on a :
  - inclusion réfractaire, ou inclusion blanche : voir CAI ;
  - inclusion silicatée : cristal ou assemblage de cristaux de silicate(s) inclus dans le métal d’une météorite de fer.

- Haut – A
- B
- C
- D
- E
- F
- G
- H
- I
- J
- K
- L
- M
- N
- O
- P
- Q
- R
- S
- T
- U
- V
- W
- X
- Y
- Z

## J
- Haut – A
- B
- C
- D
- E
- F
- G
- H
- I
- J
- K
- L
- M
- N
- O
- P
- Q
- R
- S
- T
- U
- V
- W
- X
- Y
- Z

## K
- Kakangarite, ou chondrite de type K : chondrite caractérisée par une matrice abondante et des compositions isotopiques d’oxygène semblables à celles des chondrites carbonées, des minéraux fortement réduits et un métal abondant (6-10 % vol) comme ceux des chondrites à enstatite, et des teneurs en éléments lithophiles réfractaires proches de celles des chondrites ordinaires. Les kakangarites sont rares : environ 0,01 % de toutes les chutes (0,1 % des chondrites).
- Kamacite : alliage Fe-Ni pauvre en Ni (5-10 % pds), présent dans le métal de la plupart des météorites de fer, météorites mixtes et chondrites. Cristallisant dans le système cubique centré, la kamacite est la même espèce cristalline que la ferrite (ou fer α) de la sidérurgie.

- Haut – A
- B
- C
- D
- E
- F
- G
- H
- I
- J
- K
- L
- M
- N
- O
- P
- Q
- R
- S
- T
- U
- V
- W
- X
- Y
- Z

## L
- Lignes ou bandes, de Neumann : réseau de lignes parallèles visibles, après traitement à l'acide, sur la phase kamacite du fer-nickel de nombreuses météorites de fer (surtout les hexaédrites). Ces lignes sont le signe d'une déformation des cristaux de kamacite induite par un choc, et sont probablement dues à des impacts sur le corps parent de la météorite.
- Lithosidérite : synonyme désuet de Météorite mixte.
- Lodranite : achondrite primitive proche des acapulcoïtes mais un peu plus différenciée (début de fusion partielle des silicates). On pense que les lodranites proviennent du même corps parent que les acapulcoïtes, mais d’une zone plus profonde.
- Lunaïte : synonyme peu usité de Météorite lunaire.

- Haut – A
- B
- C
- D
- E
- F
- G
- H
- I
- J
- K
- L
- M
- N
- O
- P
- Q
- R
- S
- T
- U
- V
- W
- X
- Y
- Z

## M
- Maskelynite (en) : phase vitreuse présente dans certaines météorites et impactites. De composition généralement proche d’un plagioclase, la maskelynite pourrait résulter de la fusion totale de cristaux lors du passage d’une onde de choc, suivie par un refroidissement rapide.
- Masse principale : le plus gros bloc d’une météorite fragmentée.
- Matrice (d’une chondrite) : matériau à grain fin, et partiellement amorphe, qui occupe l’espace entre les objets plus gros comme les chondres et les CAI. On appelle aussi matrice le matériau à grain fin qui enrobe les cristaux majeurs de certaines achondrites.
- Mésosidérite : météorite mixte dont la partie silicatée est constituée de fragments anguleux d’olivine, de pyroxène et de plagioclase. La composition chimique de cette partie silicatée est proche de celle des eucrites et des diogénites. Les mésosidérites représentent 0,7 % de toutes les chutes.
- Métamorphisme : transformation minéralogique, texturale et parfois chimique d’une roche par suite de variations de la température, de la pression et/ou du fluide éventuellement présent. Les météorites peuvent subir un métamorphisme thermique par élévation de la température au sein du corps parent, mais aussi un métamorphisme de choc à la suite d’un impact. Quand les transformations sont dues à l’action chimique de fluides à température basse ou modérée on parle d’altération plutôt que de métamorphisme.
- Métamorphisme de choc : métamorphisme induit par une onde de choc. Ce métamorphisme se caractérise par différentes figures de déformation au sein des minéraux, et parfois par l’apparition inattendue de phases de très haute pression comme la ringwoodite.
- Métamorphisme thermique : métamorphisme dû à une élévation de la température. En général le retour à des températures basses n’induit pas les transformations inverses, soit parce qu’il est trop rapide, soit parce que l’état de départ était hors équilibre (et que l’élévation de température a justement permis de tendre vers un équilibre).
- Météore : phénomène lumineux dans le ciel, et notamment la traînée lumineuse produite par le frottement de l’air sur un météoroïde en train de pénétrer l'atmosphère terrestre. Par extension métonymique, on parle souvent de "météore" pour désigner l'objet matériel, le "météoroïde", mais cet usage est considéré comme incorrect. Pour éviter le terme technique de "météoroïde", on peut utiliser le synonyme de bolide.
- Météorite : objet trouvé sur Terre mais d’origine extraterrestre. Le terme a pris une extension sur la Lune ainsi que sur Mars, où des pierres ont été trouvées qui sont, d'évidences directes (échantillons rapportés, étudiés et déterminés) ou indirectes (mesures et observations sur place, in situ), respectivement extralunaires ou extramartiennes.
- Météorite astéroïdale : météorite dont on a pu montrer qu’elle provenait presque certainement d'un astéroïde et non d'une planète, d'un satellite ou d'une comète. La plupart des météorites sont astéroïdales.
- Météorite bréchifiée : voir Brèche météoritique.
- Météorite de fer, météorite métallique, ou simplement fer (aussi mais de façon maintenant déconseillée[12] « météorite ferreuse », ou « sidérite ») : météorite composée principalement de fer-nickel. Les météorites de fer sont bien représentées parmi les trouvailles mais ne constituent que 4,1 % des chutes. On les a d’abord classées en fonction de leur structure (présence des figures de Widmanstätten et largeur de leurs lamelles : hexaédrites, octaédrites (elles-mêmes subdivisées) et ataxites. Cette structure est en lien direct avec la teneur en Ni mais on préfère aujourd’hui une classification purement chimique fondée sur les teneurs en Ni, Ga et Ge. On définit ainsi une douzaine de groupes correspondant presque certainement à des corps parents distincts : IAB (en), IC, IIAB (en), IIC, IID, IIE (en), IIIAB, IIICD (en), IIIE, IIIF, IVA et IVB (en), plus environ 15 % de météorites non regroupées.
- Météorite différenciée (voir Différenciation) : achondrite, météorite de fer ou météorite mixte. Selon les schémas de classification les achondrites primitives (partiellement différenciées) sont ou non incluses dans cette classe.
- Météorite lunaire : météorite dont on a pu montrer qu’elle provenait presque certainement de la Lune. Les météorites lunaires sont rares, tant parmi les trouvailles que parmi les chutes : moins de 0,1 %.
- Météorite martienne : météorite dont on a pu montrer qu’elle provenait presque certainement de la planète Mars. Les météorites martiennes sont rares parmi les trouvailles (0,14 %) mais un peu moins parmi les chutes (0,5 %).
- Météorite mixte, sidérolithe, sidérolite, ou météorite ferro-pierreuse : météorite constituée de fer-nickel et de silicates en parts presque égales. Les météorites mixtes sont assez bien représentées parmi les trouvailles mais sont rares parmi les chutes : 1,1 % seulement. On divise les météorites mixtes en mésosidérites et pallasites.
- Météorite non différenciée (voir différenciation), synonyme de chondrite.
- Météorite pierreuse, météorite rocheuse, ou en langage courant, simplement pierre : météorite composée principalement de silicates. Les météorites pierreuses rassemblent donc les chondrites et les achondrites (mais ce regroupement n’est plus considéré comme très pertinent).
- Météoroïde : astéroïde de taille inférieure à 1-10 m. Si un météoroïde tombe sur Terre, ce qu'il en reste après l'intense ablation atmosphérique devient une météorite (NB : un astéroïde per se, de diamètre supérieur à quelques dizaines de mètres, tendra à être totalement détruit lors de l'impact, du fait que sa vitesse interplanétaire n'aura été que peu ou pas réduite par la traversée atmosphérique). De fait, ce terme sert essentiellement à désigner l'objet dont une météorite est issue, dans son état avant son entrée atmosphérique ; le terme de "corps parent" est relatif à l'origine du météoroïde lui-même, le corps dont il aura été lui-même arraché par un impact d'astéroïde. Notons qu'en action de vulgarisation, il n'est pas nécessaire d'utiliser ce terme, celui d'astéroïde suffisant tout à fait pour la compréhension des phénomènes. Autre terme, synonyme de météoroïde : un bolide
- Micrométéorite : météorite de taille inférieure à 2 mm. Certaines micrométéorites ne dépassent pas 50 µm.

- Haut – A
- B
- C
- D
- E
- F
- G
- H
- I
- J
- K
- L
- M
- N
- O
- P
- Q
- R
- S
- T
- U
- V
- W
- X
- Y
- Z

## N
- Nakhlite : achondrite composée principalement d’augite (un clinopyroxène magnésien et calcique), et d’olivine. Les nakhlites sont très rares (on n’en connaît qu’une dizaine). Comme les shergottites et les chassignites ce sont des météorites martiennes.
- Nébuleuse solaire : nuage de gaz ou disque d'accrétion à partir duquel le système solaire s'est formé.
- Nenetta : l’un des objets de la ceinture d'astéroïdes, peut-être le (ou l’un des) corps parent(s) des angrites[réf. nécessaire].
- Neumann : voir lignes de Neumann.
- Non-chondrite : météorite issue d'un corps parent différencié, et qui a donc perdu ls caractéristiques des premiers corps du Système solaire dont sont issues les chondrites.
- NWA : abréviation de Northwest Africa (« Afrique de l'Ouest »). Ce sigle sert à dénommer les météorites collectées en Afrique de l’Ouest. Exemple : NWA 7034, une météorite martienne.
- Nysa : l’un des objets de la ceinture d'astéroïdes, peut-être le (ou l’un des) corps parent(s) des aubrites[réf. nécessaire].

- Haut – A
- B
- C
- D
- E
- F
- G
- H
- I
- J
- K
- L
- M
- N
- O
- P
- Q
- R
- S
- T
- U
- V
- W
- X
- Y
- Z

## O
- Octaédrite : météorite de fer modérément riche en Ni (6-18 % pds), et donc constituée surtout de kamacite et de taénite. Ces deux minéraux forment des lamelles entrecroisées en figures de Widmanstätten, mais se présentent aussi sous la forme d’une juxtaposition de grains appelée plessite. Le terme ‘octaédrite’ fait référence à la forme des cristaux de taénite, cette forme étant révélée par l’orientation des lamelles des figures de Widmanstätten (parallèles aux 8 faces de la famille de plans réticulaires {111} du système cubique).

- Haut – A
- B
- C
- D
- E
- F
- G
- H
- I
- J
- K
- L
- M
- N
- O
- P
- Q
- R
- S
- T
- U
- V
- W
- X
- Y
- Z

## P
- Pallas : troisième plus gros objet de la ceinture d'astéroïdes, peut-être le (ou l’un des) corps parent(s) des chondrites de type CR[réf. nécessaire].
- Pallasite : météorite mixte constituée essentiellement d’olivine et de fer-nickel. Le métal forme une phase continue entre les cristaux d’olivine mais ceux-ci se touchent et forment aussi un ensemble continu. On a d’abord pensé que les pallasites provenaient de la limite manteau-noyau d’un astéroïde différencié, mais cette hypothèse est aujourd’hui considérée comme irréaliste. Les modèles actuels font appel à des événements violents (tels que des collisions d’astéroïdes) pour mélanger le métal et les silicates (provenant des deux astéroïdes différents ou bien de couches différentes d’un même astéroïde). Les pallasites représentent 0,4 % de toutes les chutes. La plupart font partie du groupe principal (et proviennent peut-être d’un même corps parent) mais quelques autres s’en distinguent par leur minéralogie (pallasites à pyroxène) ou la composition isotopique de leur oxygène (groupe d'Eagle Station (en)).
- Panspermie : hypothèse selon laquelle la vie sur Terre serait due à l’ensemencement d’êtres vivants (des bactéries, par exemple) par les météorites et/ou les comètes. Naturellement cette hypothèse, dont il est actuellement difficile d’évaluer la pertinence, ne fait que repousser le problème de l’origine ultime de la vie.
- Piézoglypte : synonyme désuet de regmaglypte.
- Pierre : voir Météorite pierreuse.
- Plessite : assemblage de petits grains de kamacite et de taénite, voire de tétrataénite, que l’on trouve dans les météorites de fer (surtout les octaédrites) et dans le métal des autres météorites (pallasites, mésosidérites, diverses chondrites et certaines achondrites). On la trouve notamment entre les larges bandes de kamacite et de taénite qui forment les figures de Widmanstätten.
- Psyché : treizième plus gros objet de la ceinture d'astéroïdes, peut-être le (ou l’un des) corps parent(s) des chondrites à enstatite[réf. nécessaire].

- Haut – A
- B
- C
- D
- E
- F
- G
- H
- I
- J
- K
- L
- M
- N
- O
- P
- Q
- R
- S
- T
- U
- V
- W
- X
- Y
- Z

## Q
- QUE : abréviation servant à dénommer les météorites collectées au pied du Queen Alexandra Range (« chaînon de la Reine-Alexandra »), en Antarctique. Exemple : QUE 94281, une météorite lunaire.

- Haut – A
- B
- C
- D
- E
- F
- G
- H
- I
- J
- K
- L
- M
- N
- O
- P
- Q
- R
- S
- T
- U
- V
- W
- X
- Y
- Z

## R
- Regmaglypte : cavité arrondie, creusée dans la surface d’une météorite par l’érosion atmosphérique (vortex de plasma) pendant sa chute sur Terre.
- Régolithe (ou régolite) : sol fragmenté, présent à la surface de nombreux objets du Système solaire (Lune, Mars, astéroïdes, comètes).
- Robinson : l’un des objets de la ceinture d'astéroïdes, peut-être le (ou l’un des) corps parent(s) des angrites[réf. nécessaire].
- Rumurutite, chondrite de type R : chondrite partageant plusieurs caractéristiques avec les chondrites ordinaires (mêmes types de chondres, peu d’inclusions réfractaires, composition semblable pour la plupart des éléments chimiques, valeurs élevées du rapport 17O/16O), mais qui s’en distingue par une matrice abondante (environ 50 % vol, un plus grand degré d’oxydation (peu de métal, Fe et Ni étant essentiellement présents sous forme de silicates et de sulfures) et un plus fort enrichissement en 17O. Les rumurutites sont rares : environ 0,01 % de toutes les chutes (0,1 % des chondrites). On pense qu’elles proviennent du régolithe d’un astéroïde.

- Haut – A
- B
- C
- D
- E
- F
- G
- H
- I
- J
- K
- L
- M
- N
- O
- P
- Q
- R
- S
- T
- U
- V
- W
- X
- Y
- Z

## S
- Schreibersite : phosphure (Fe,Ni)3P. Ce minéral est communément trouvé, comme la cohénite, en bordure du fer-nickel des météorites.
- Séquence de condensation : voir Condensation.
- Shergottite : achondrite de composition basaltique, et dont on a pu prouver qu’elle provenait de Mars ; les shergottites sont d’ailleurs les moins rares parmi les météorites martiennes. Les principaux minéraux sont la pigeonite (un clinopyroxène), l’augite (un clinopyroxène magnésien et calcique) et la maskelynite. La plupart des shergottites sont des cumulats mais certaines d’entre elles sont des laves.
- Sidérite : voir météorite de fer.
- Sidérolithe, Sidérolite : voir Météorite mixte.
- SNC : voir Achondrite SNC.
- Structure de Widmanstätten : voir Figures de Widmanstätten.
- Suévite : brèche d’impact dont les fragments ont subi divers degrés de métamorphisme de choc (jusqu’à contenir du verre).

- Haut – A
- B
- C
- D
- E
- F
- G
- H
- I
- J
- K
- L
- M
- N
- O
- P
- Q
- R
- S
- T
- U
- V
- W
- X
- Y
- Z

## T
- Taénite : alliage Fe-Ni riche en Ni (20-65 % pds), présent dans le métal de la plupart des météorites de fer, météorites mixtes et chondrites. Cristallisant dans le système cubique à faces centrées, la taénite est la même espèce cristalline que l’austénite (ou fer γ) de la sidérurgie.
- Tectite : matériau vitreux d’origine terrestre mais résultant de l’impact d’une météorite.
- Tétrataénite : minéral de composition FeNi. Cristallisant dans le système tétragonal (d’où son nom), la tétrataénite se forme aux dépens de la taénite par mise en ordre des atomes Fe et Ni.
- Toro : l’un des objets de la ceinture d'astéroïdes, peut-être le (ou l’un des) corps parent(s) des chondrites de type L[réf. nécessaire].
- Trouvaille : météorite qu’on a trouvée (par hasard ou au cours d’une campagne de recherche systématique) mais que personne n’a vu tomber (contrairement aux chutes).
- Type : ensemble de propriétés caractérisant un groupe ou sous-groupe (de météorites ou d’astéroïdes, notamment). C'est aussi le choix d'un représentant particulier du groupe ou sous-groupe, qui en devient alors « la » référence, aussi appelé « le » type, et qui en général donne son nom au groupe, selon la méthodologie usuelle dans les sciences de la nature, en paléontologie (avec les types et les figurés) comme en systématique, en stratigraphie (avec les stratotypes) ou ici en météoritologie ; par exemple la météorite Ivuna est le type des CI, la météorite de Chassigny le type des chassignites, etc.
- Type pétrologique (d’une chondrite) : le type pétrologique caractérise l’intensité des transformations minéralogiques subies par une chondrite au sein de son corps parent. Les chondrites de type 3 sont les moins transformées. Les types 4 à 6 (voire 7) dénotent un métamorphisme thermique croissant, et les types 2 à 1 une altération croissante.
- Type spectral (d’un astéroïde) : caractérisation du spectre de réflexion infrarouge de l’astéroïde, c.-à-d. du spectre électromagnétique de la lumière solaire réfléchie par sa surface. Ce spectre dépend principalement de la composition chimique et minéralogique des couches superficielles de l’astéroïde. La grande ressemblance entre le spectre de réflexion de certains astéroïdes et celui de certains groupes de météorites accrédite l’hypothèse que ceux-là soient les corps parents de celles-ci.

- Haut – A
- B
- C
- D
- E
- F
- G
- H
- I
- J
- K
- L
- M
- N
- O
- P
- Q
- R
- S
- T
- U
- V
- W
- X
- Y
- Z

## U
- Uréilite : achondrite constituée de cristaux de pigeonite (un clinopyroxène) et d’olivine, enrobés dans une matrice de métal Fe-Ni, de troïlite (un sulfure), de cohénite (un carbure), et de graphite (jusqu’à 2 % pds C). Les uréilites sont rares : 0,6 % de toutes les chutes.

- Haut – A
- B
- C
- D
- E
- F
- G
- H
- I
- J
- K
- L
- M
- N
- O
- P
- Q
- R
- S
- T
- U
- V
- W
- X
- Y
- Z

## V
- Veine de choc : matière ignée (anciennement fondue) remplissant une fracture d’une météorite. Les fractures des météorites sont toujours dues à des chocs, et c’est aussi l’énergie libérée par le choc qui est à l’origine de la fusion.
- Vesta : deuxième plus gros objet de la ceinture d'astéroïdes, sans doute le corps parent des achondrites HED.
- Vestoïde : astéroïde de même type spectral que Vesta. Les vestoïdes sont probablement des fragments de Vesta, et la source directe des achondrites HED.

- Haut – A
- B
- C
- D
- E
- F
- G
- H
- I
- J
- K
- L
- M
- N
- O
- P
- Q
- R
- S
- T
- U
- V
- W
- X
- Y
- Z

## W
- Widmanstätten : voir Figures de Widmanstätten.
- Winonaïte : achondrite primitive de composition chondritique. Les minéraux (olivine, pyroxène et plagioclase, notamment) des winonaïtes ont[réf. nécessaire] des compositions chimiques, des textures et des compositions isotopiques de l’oxygène très semblables à celles des inclusions silicatées des météorites de fer de type IAB. Il est ainsi plausible que les winonaïtes et les météorites de fer de types IAB et IIICD (qui sont apparentées aux IAB) proviennent du même corps parent, un astéroïde partiellement différencié.

- Haut – A
- B
- C
- D
- E
- F
- G
- H
- I
- J
- K
- L
- M
- N
- O
- P
- Q
- R
- S
- T
- U
- V
- W
- X
- Y
- Z

## X
- Haut – A
- B
- C
- D
- E
- F
- G
- H
- I
- J
- K
- L
- M
- N
- O
- P
- Q
- R
- S
- T
- U
- V
- W
- X
- Y
- Z

## Y
- Yamato, YA, Y : nom et abréviations servant à dénommer les météorites collectées au pied des monts Yamato, en Antarctique. Exemple : Yamato 000593, une météorite martienne.

- Haut – A
- B
- C
- D
- E
- F
- G
- H
- I
- J
- K
- L
- M
- N
- O
- P
- Q
- R
- S
- T
- U
- V
- W
- X
- Y
- Z

## Z
- Haut – A
- B
- C
- D
- E
- F
- G
- H
- I
- J
- K
- L
- M
- N
- O
- P
- Q
- R
- S
- T
- U
- V
- W
- X
- Y
- Z